# عبد الغني جيلونغ
عبد الغني جيلونغ (30 مايو 1932 - 6 مارس 2021) سياسي ماليزي. كان وزيراً فيدرالياً في مختلف الحقائب من 1968 إلى 1978.

## الحياة السياسية
بدأت مسيرته السياسية بعد التعرف على دونالد ستيفنز الذي شجع عبد الغني على كتابة مقالات قصيرة في شمال بورنيو نيوز وصباح تايمز. أدت صداقتهما إلى مشاركته في الحزب السياسي الجديد منظمة كادازان الوطنية المتحدة التي أسسها دونالد في عام 1961. وأدى هذا أيضًا إلى تعاونه في الجهود من أجل استقلال صباح وتشكيل ماليزيا في عام 1963.
في عام 1962 بعد عودته من نيوزيلندا من دورة القيادة التي استمرت ستة أشهر، تم تعيينه لأول مرة في المجلس التشريعي من قبل السير ويليام جود لتمثيل راناو حتى استقال لتولي منصبه الوزاري الفيدرالي في عام 1968.
في عام 1968 تم تعيينه في ذلك الوقت عن 36 عامًا في مجلس الوزراء الاتحادي من قبل تونكو عبد الرحمن في منصب وزير شؤون الصباح والدفاع المدني. خدم في مجلس الوزراء الاتحادي من عام 1968 إلى عام 1978 في ظل ثلاثة رؤساء وزراء هم تونكو عبد الرحمن وتون عبد الرزاق وتون حسين أون، وتقلد مناصب وزير العدل ووزير النقل ووزير الصحة والزراعة بالوكالة ووزير الأشغال.
أعيد انتخاب غني لعضوية البرلمان في عام 1974 وانضم إلى تون فؤاد دونالد ستيفنس وهاريس صالح في تشكيل الحزب السياسي الجديد جبهة الصباح المتحدة (برجايا). لكنه غادر برجايا قبل انتخابات عام 1976 وخسر لاحقًا في انتخابات عام 1978.